# مجموعة خليلي للأعمال المعدنية الإسبانية المدمشقة
مجموعة الخليلي للأعمال المعدنية الإسبانية المُدَمْشَقة هي مجموعة خاصة جمعها الباحث والمقتني والمحسن البريطاني ناصر خليلي. ويضم المعرض أكثر من 150 نموذجًا من الأعمال المعدنية المُدمشقة، حيث يٌضغط الذهب أو الفضة على سطح حديدي لإنشاء زخارف رائعة. هذه الأعمال هي إسبانية استخدمَت فن الدمشقة متأثرةً بالأندلس، وهذه المجموعة الفنية هي واحدة من ثماني مجموعات قام الخليلي بتجميعها وحفظها ونشرها وعرضها، وتعتبر كل منها من أهم المجموعات في مجالها. تتضمن المجموعة أعمالًا فنية من عام 1850 حتى أوائل القرن العشرين، بما في ذلك العديد من أعمال ورشة عمل بلاسيدو زولواغا [الإنجليزية] وأعمال أخرى لفنانين تدربوا أو تأثروا بزولواغا. جميع الأعمال تقريبًا تأتي من إيبار أو طليطلة.
خليلي، الذي يمتلك أيضًا أكبر مجموعة خاصة في العالم من الفن الإسلامي، واجه الدمشقة لأول مرة في هذا السياق، ويعتبر إسبانيا أنها "رفعت الفن إلى قمة الكمال"، حيث أدخل العرب هذا الفن إلى الأندلس، لذلك بدأ في جمع الدمشقة الإسبانية أيضًا. كانت المجموعة بمثابة الأساس للمعارض الدولية بما في ذلك متحف فيكتوريا وألبرت في لندن، ومتحف بلباو للفنون الجميلة ، وقصر الحمراء في غرناطة. وصف آلان بورج [الإنجليزية]، عندما كان مديرًا لمتحف فيكتوريا وألبرت، كتالوج المجموعة بأنه "مَعْلم بارز في دراسة الفن الزخرفي الإسباني في القرن التاسع عشر".

## الأعمال

### أعمال من إيبار

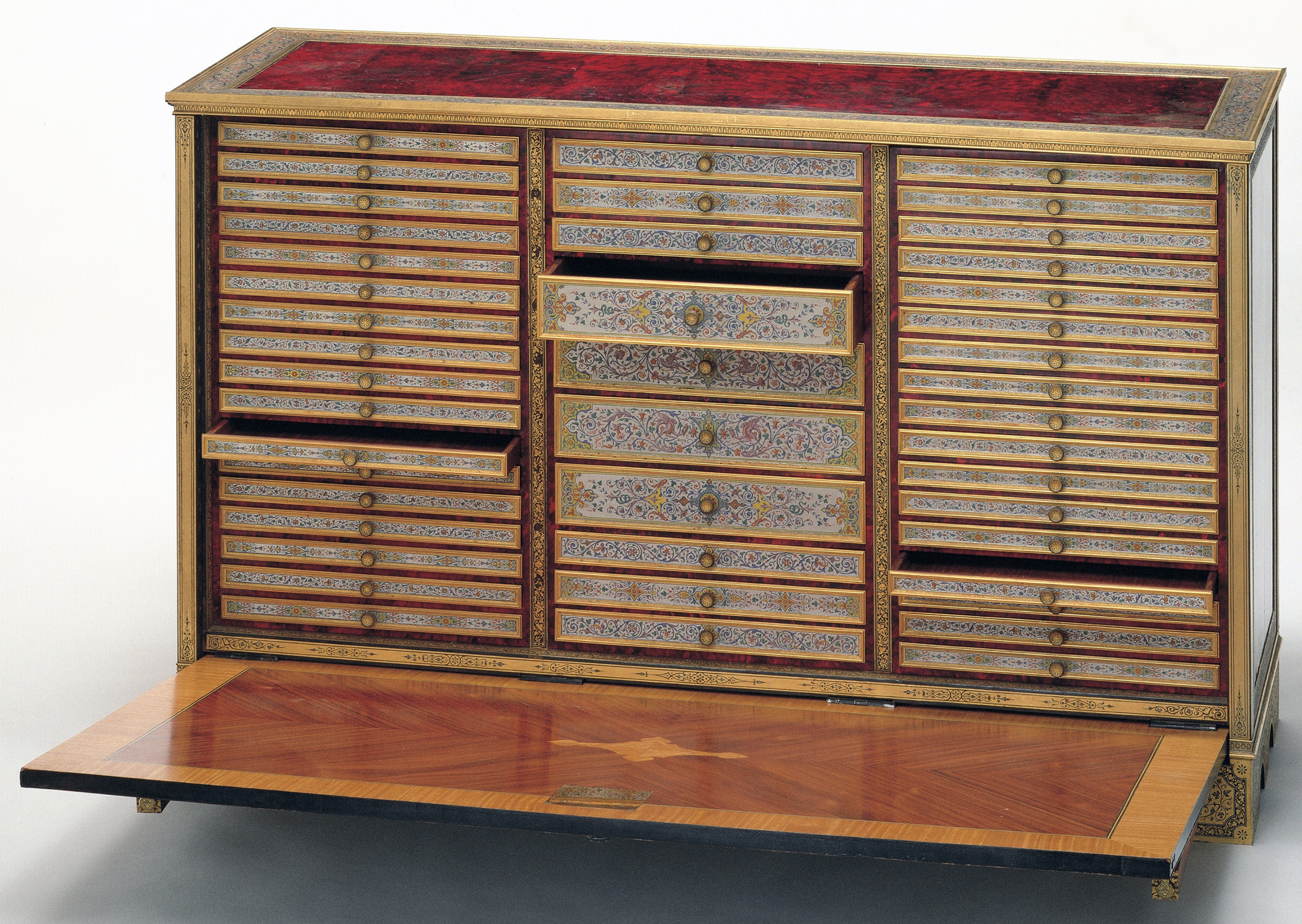
مكتب للكتابة أو المستندات من تصميم بلاسيدو زولواغا، 1884-1885

العديد من الأعمال الموجودة في المجموعة هي من ورشة عمل بلاسيدو زولواغا [الإنجليزية]، أحد أفراد عائلة الفنانين المقيمين في إيبار، إسبانيا. حاز فن زولواغا على العديد من الجوائز في المعارض الوطنية والدولية. كان معروفًا بأعماله الفنية المزخرفة بفن الدمشقة، والتي تتطلب كل منها مهارات ما بين ثمانية إلى اثني عشر حرفيًا متخصصًا على مدار سنوات. طُلب العديد من هذه القطع خاصةً من جامع التحف الإنجليزي ألفريد موريسون [الإنجليزية]. تحتوي المجموعة على اثنين وعشرين عملًا موقعًا من زولواغا. وتشمل هذه العناصر علبة حديدية [الإنجليزية]مزخرفة بشكل معقد، 201 سنتيمتر (79 بوصة) واسعة، والتي أصبحت تُعرف باسم صندوق فونثيل بعد إقامة موريسون في قصر فونثيل في ويلتشير. كما كلف موريسون الفنانَ بصنع زوج من الجرار على شكل أمفورا ، 108 سنتيمتر (43 بوصة) عالية، من عام 1878، حيث قلد أسلوبها مزهريات الحمراء ذات الطابع الأندلسي في العصور الوسطى. كانت هذه القطع مغطاة بزخارف إسبانية عربية معقدة، ربما مأخوذة من نقوش معاصرة لمزهرية محددة في قصر الحمراء، وقد عُرضت في باريس قبل تسليمها إلى موريسون.

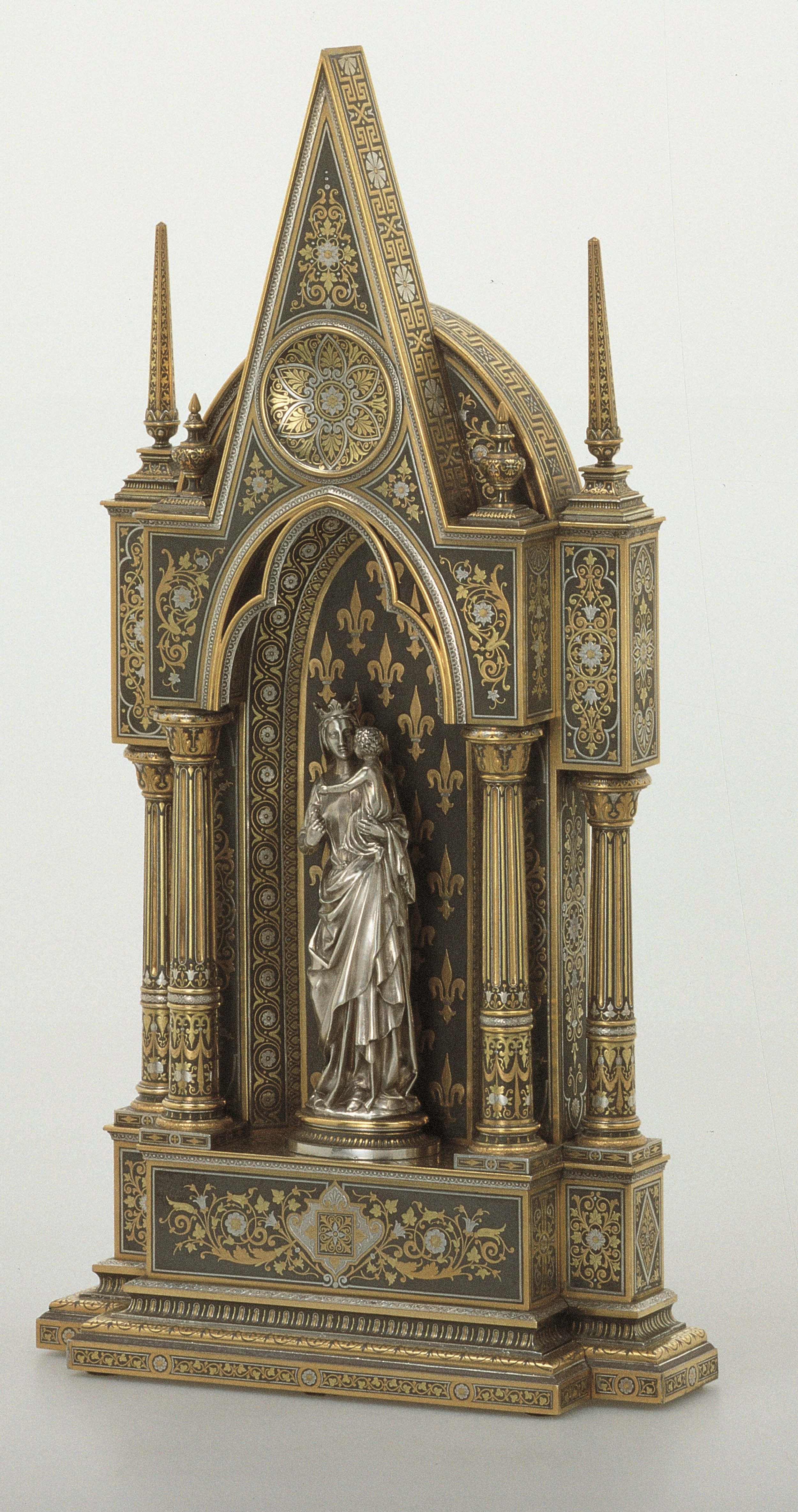
ضريح حديدي مع العذراء والطفل ، 1880

يحتوي مكتب الكتابة الذي يعود تاريخه إلى عامي 1884 و1885 على 44 درجًا في صندوق خشبي، كل منها مزين بنقوش زهرية مطلية بالمينا ومقبض أزرار معدني مزخرف. وبما أن زولواغا ليس نجارًا بنفسه، فقد كان من المفترض أن يعهد إلى شركة أخرى بإعداد الخشب والقشرة. 47.3-سنتيمتر-ارتفاع (18.6 بوصة) يذكرنا الضريح الذي يعود تاريخه إلى عام 1880 بالعمارة القوطية في شكله العام، ولكن الزخارف الدمشقية المعقدة توحي أكثر بفن الآرت نوفو. تحتوي على تمثال فضي مصبوب للسيدة العذراء والطفل على الطراز القوطي. تشمل العناصر الأخرى التي تحمل توقيع بلاسيدو زولواجا المزهريات والجرار وصناديق السعوط [الإنجليزية]، وكلها تجمع بين الذهب والفضة المطروقة على الحديد المطاوع. على عكس والده، لم يقم بلاسيدو بتصنيع الأسلحة. ومع ذلك، فقد كان يستخدم أحيانًا تقنية التلميع بالدمشقة على البنادق المنتجة في أماكن أخرى. يوجد في المجموعة مسدس واحد من هذا النوع، بتصميم رائد من صانع الأسلحة الفرنسي كازيمير ليفوشيو [الإنجليزية]. كما تحتوي الدبابيس التي تحمل توقيع زولواجا على شعارات المكسيك ومشهد من ساحة المزرعة. يجمع صندوق السعوط العاجي بين شعار كارلوس، دوق مدريد ، ورمز بيت بوربون. من المرجح أنه أُنتِح عندما احتل جيش كارلوس إقليم الباسك خلال الحرب الكارلية الثالثة.
تتضمن المجموعة أشياء أخرى من إيبار، من فنانين من المحتمل أنهم تدربوا مع زولواغا ثم أسسوا ورش العمل الخاصة بهم. إلى جانب الجرار والمزهريات وعلب السجائر والحاويات الأخرى، تشمل هذه الأشياء إطارات المرايا والأساور ومقابض المظلات والعصا والمظلات. قدمت الحكومة الباسكية بندقية مغلفة وحربة إلى أمير أستورياس خايمي دي بوربون إي دي بوربون بارما، الذي كان يبلغ من العمر ست سنوات آنذاك، والذي كان يدعي العرش في إسبانيا وفرنسا.

### أعمال من طليطلة

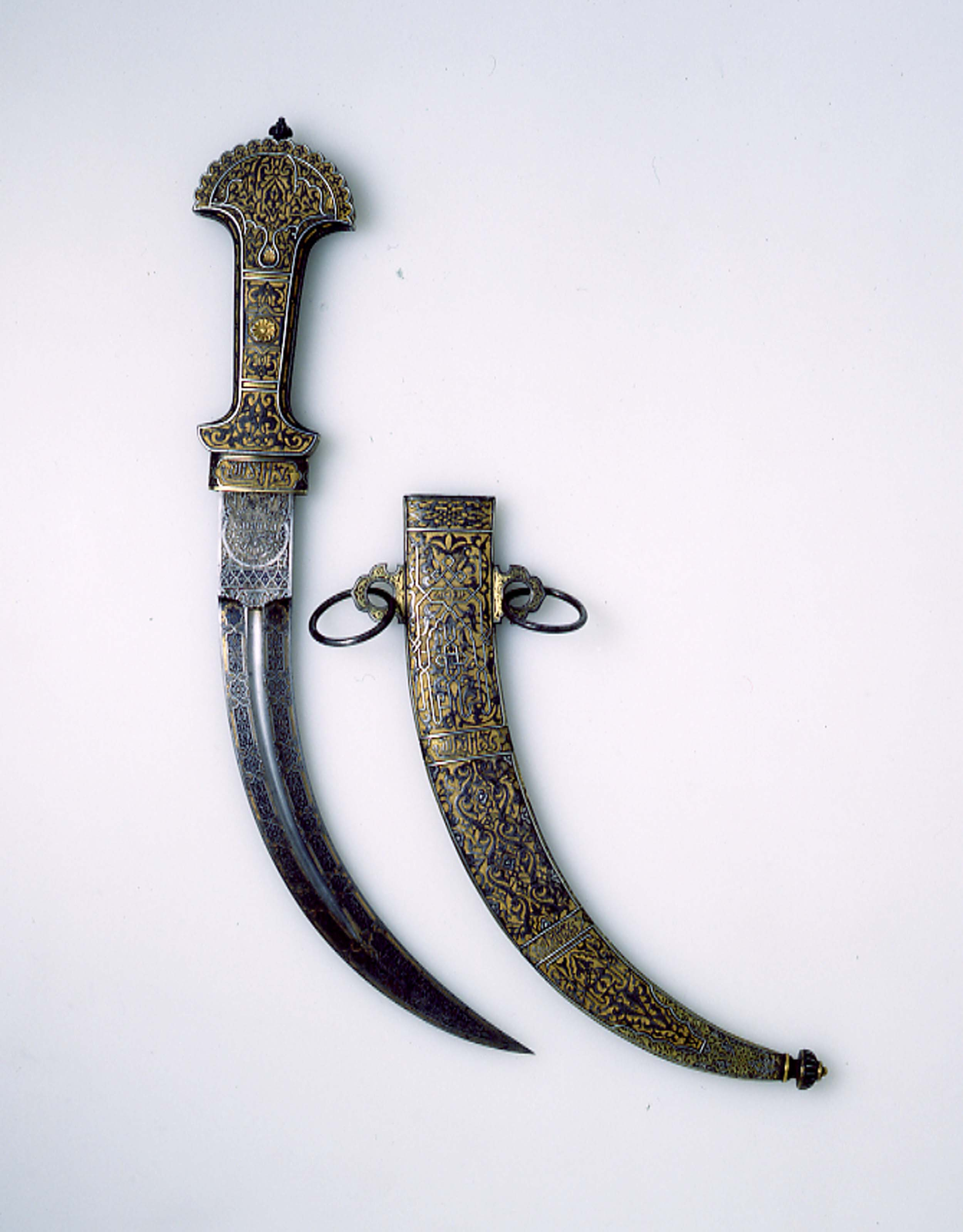
خنجر جنبية الأندلسي مغلف بغمد من طليطلة، 1877

تحتوي المجموعة على تسعة عشر عملًا من طليطلة، والتي لها تقليدها الخاص في الدمشقة، حيث كانت موقعًا لمصنع مدفعية (مصنع السيف الملكي سابقًا). وتشمل هذه المقتنيات خنجر جنبية بغمد على الطراز المغربي، يعود تاريخه إلى عام 1877، والذي قُدم إلى الملك ألفونسو الثاني عشر من مصنع المدفعية. بعض الأعمال من طليطلة عبارة عن توابيت مقببة تظهر تأثيرًا لتابوت فونثيل من تصميم زولواجا. تحتوي إحدى هذه البطاقات على بطاقة زيارة ملكة إسبانيا فيكتوريا أوجيني من باتنبرغ. يوجد صندوق آخر يصور مشاهد من قصة دون كيخوتي وتمثال نصفي لمؤلفها، ميغيل دي ثيربانتس. ومن بين الفنانين الممثلين في المجموعة الفنان ليناريس من توليدو، الذي عرض أعماله في معرض عالمي في نيويورك في ثلاثينيات القرن العشرين. تستخدم علبة سجائره لونين من الذهب لتصوير المخلوقات الأسطورية. يبلغ 28-سنتيمتر  (11 بوصة) لوحة تذكارية عالية من حوالي عام 1883 تجمع بين الرمزية الأسطورية ورسوم التلغراف واستخدامات أخرى للكهرباء، ومن المرجح أنها كانت جائزة مُنحت لعضو في فيلق التلغراف.

## المعارض
على الرغم من أن المجموعة ليست معروضة بشكل دائم للعامة، إلا أن المعارض التالية عرضت أعمالًا من المجموعة: 
بلاسيدو زولواغا: كنوز إسبانية من مجموعة الخليلي
- مايو 1997 – يناير 1998 متحف فيكتوريا وألبرت ، لندن، المملكة المتحدة

فن وتقاليد الزولوآغا: الدمشقية الإسبانية من مجموعة الخليلي
- مايو – أغسطس 2000 متحف الفنون الجميلة ، بلباو، إسبانيا
- فبراير – أبريل 2001 قصر الحمراء ، غرناطة، إسبانيا
- مايو – سبتمبر 2001 مؤسسة طليطلة الملكية (بالإنجليزية: Real Fundacion de Toledo) ، طليطلة، إسبانيا

بلاسيدو زولواغا: روائع من الذهب والفضة والحديد أعمال معدنية دمشقية من مجموعة الخليلي
- أبريل – أغسطس 2003 متحف رومر وبيليزايوس ، هيلدسهايم، ألمانيا

سحر المعدن: كنوز إسبانية من مجموعة الخليلي
- نوفمبر 2011 – أبريل 2012 فندق بروفانس [الإنجليزية] ، فاليتا، مالطا

وصف آلان بورج [الإنجليزية]، عندما كان مديرًا لمتحف فيكتوريا وألبرت، كتالوج المجموعة بأنه "معلم بارز في دراسة الفن الزخرفي الإسباني في القرن التاسع عشر".

## معرض الصور

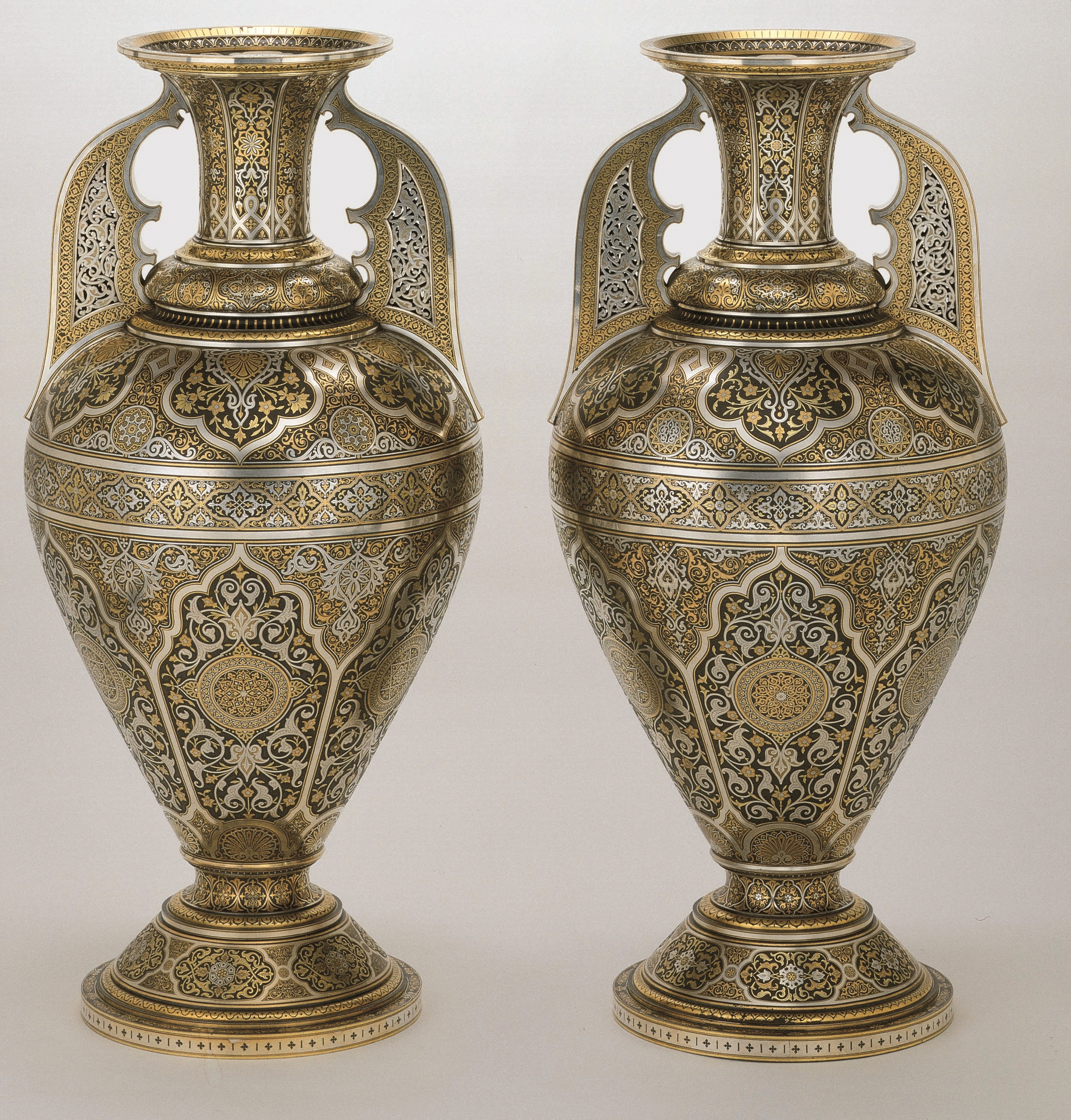
زوج من الجرار الحديدية من تصميم بلاسيدو زولواجا [الإنجليزية] ، قبل عام 1878
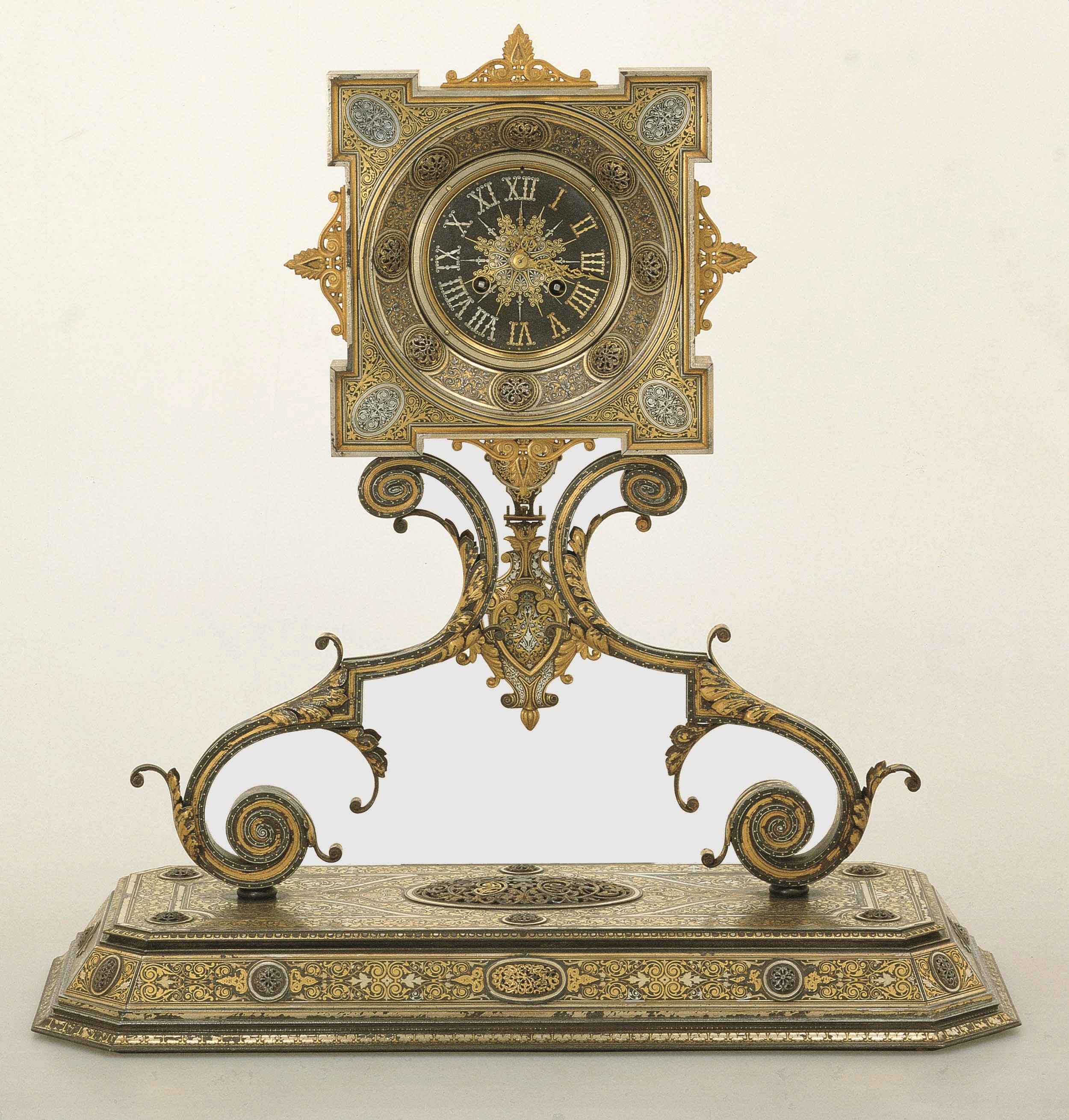
ساعة طاولة حديدية من تصميم بلاسيدو زولواغا، حوالي عام 1880
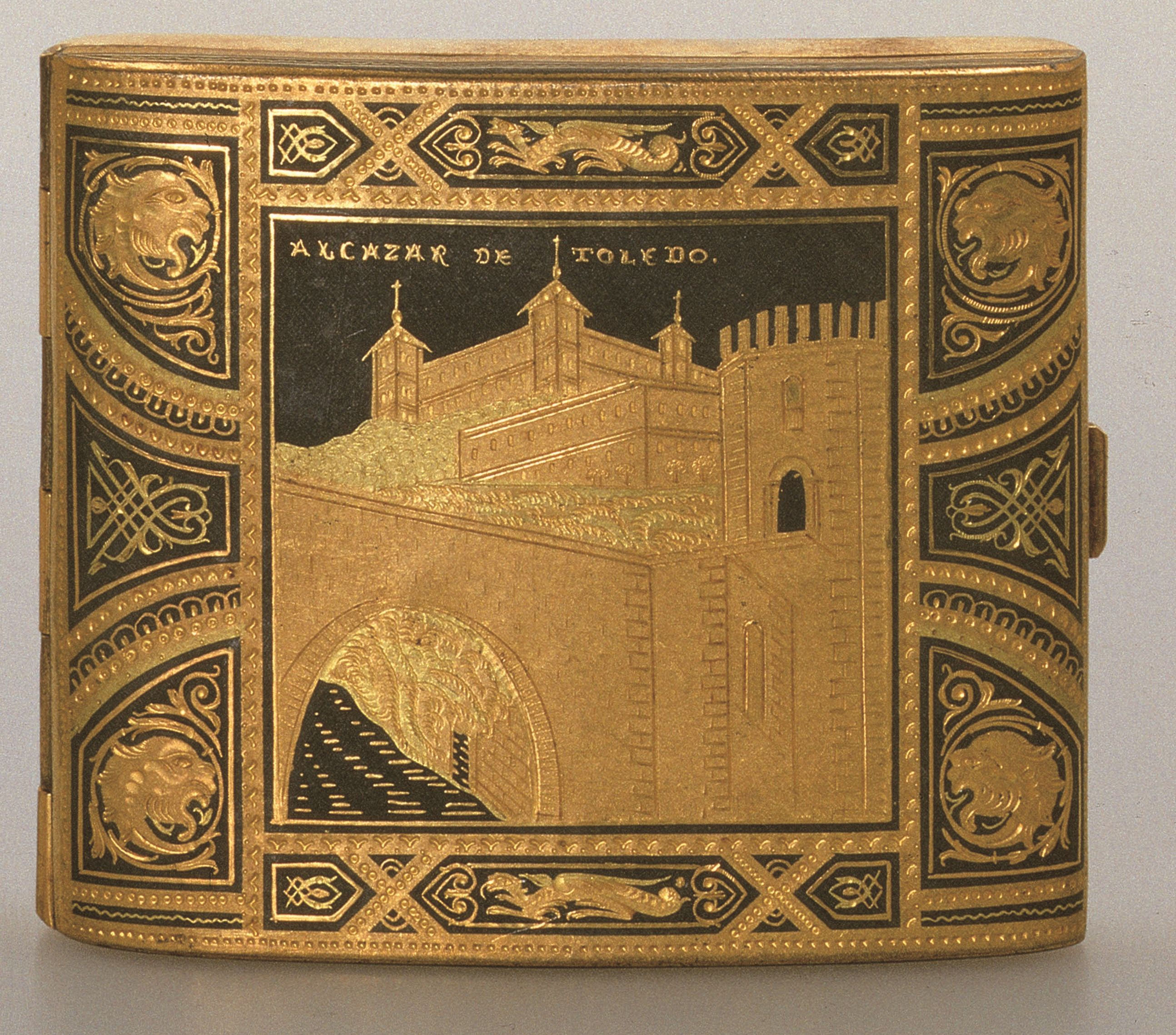
علبة سجائر تصور قصر الكازار في طليطلة [الإنجليزية] ، أوائل القرن العشرين
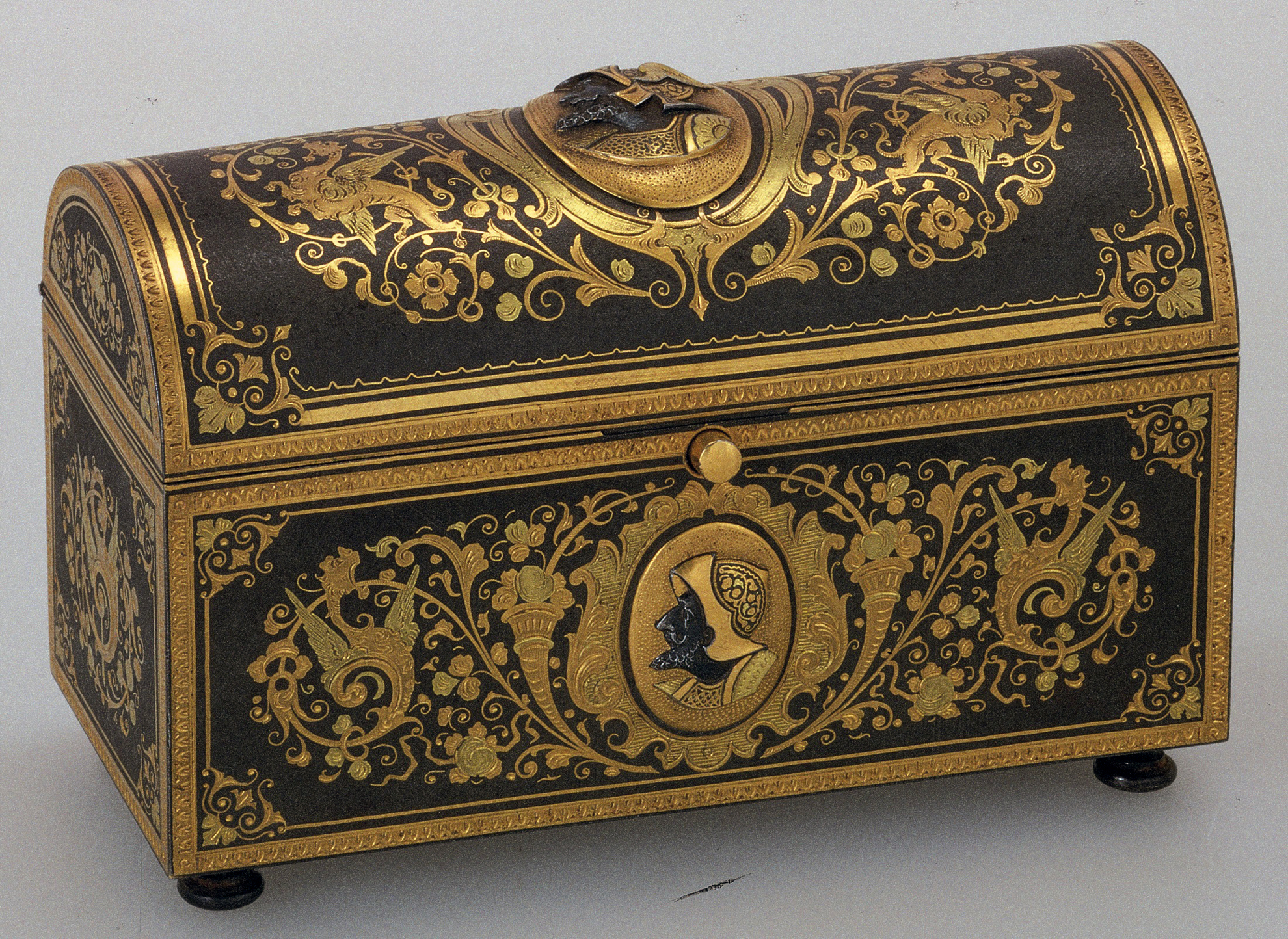
صندوق مقبب وذو قاعدة قدمه فيكتوريا أوجيني من باتنبرغ ، توليدو، حوالي عام 1918

### ملحوظات
1. 1 2  "Spanish Damascene Metalwork". Khalili Collections. مؤرشف من الأصل في 2025-03-11. اطلع عليه بتاريخ 2024-12-17.
2. ↑  "The Khalili Collections major contributor to "Longing for Mecca" exhibition at the Tropenmuseum in Amsterdam". UNESCO. United Nations Educational, Scientific and Cultural Organization. 16 أبريل 2019. مؤرشف من الأصل في 2022-04-07. اطلع عليه بتاريخ 2020-06-25.
3. ↑  Moore، Susan (12 مايو 2012). "A leap of faith". Financial Times. مؤرشف من الأصل في 2024-11-27. اطلع عليه بتاريخ 2019-09-10.
4. ↑  Khalili, Nasser D. "Foreword" in Lavin 1997
5. ↑  "The Eight Collections". nasserdkhalili.com. اطلع عليه بتاريخ 2024-06-13.
6. 1 2  Borg, Alan "Preface" in Lavin 1997
7. 1 2  Lavin 1997، صفحة 63.
8. 1 2  Lavin 1997، صفحة 71.
9. 1 2  Lavin 1997، صفحة 83.
10. 1 2  Lavin 1997، صفحة 108.
11. 1 2  Lavin 1997، صفحة 104.
12. ↑  Lavin 1997، صفحات 88–114.
13. ↑  Lavin 1997، صفحة 102.
14. 1 2  Lavin 1997، صفحة 114.
15. ↑  Lavin 1997، صفحة 146.
16. ↑  Lavin 1997، صفحات 146–183.
17. ↑  Lavin 1997، صفحة 128.
18. ↑  Lavin 1997، صفحات 187–204.
19. ↑  Lavin 1997، صفحة 184.
20. ↑  Lavin 1997، صفحة 189.
21. ↑  Lavin 1997، صفحات 195–198.
22. ↑  Lavin 1997، صفحة 199.
23. ↑  Lavin 1997، صفحة 201.
24. ↑  Lavin 1997، صفحة 193.
25. ↑  Lavin 1997، صفحة 187.
26. ↑  "The Eight Collections". nasserdkhalili.com. اطلع عليه بتاريخ 2024-06-13."The Eight Collections".